# NGC 1327
NGC 1327 is een balkspiraalstelsel in het sterrenbeeld Oven. Het hemelobject werd in 1886 ontdekt door de Amerikaanse astronoom Ormond Stone.

## Synoniemen
- PGC 12795
- ESO 481-26
- MCG -4-9-8
- IRAS03232-2551